# Lepidoscelio fuscipennis
Lepidoscelio fuscipennis är en stekelart som beskrevs av Jean-Jacques Kieffer 1905. Lepidoscelio fuscipennis ingår i släktet Lepidoscelio och familjen Scelionidae. Inga underarter finns listade i Catalogue of Life.